# Lyraphora
Lyraphora is een geslacht van kevers uit de familie bladsprietkevers (Scarabaeidae). Het geslacht werd voor het eerst wetenschappelijk beschreven in 1880 door Kraatz.

## Soorten
- Lyraphora bassii (White, 1847)
- Lyraphora obliquata (Westwood, 1842)
- Lyraphora velutina (MacLeay, 1863)
- Lyraphora vittivaria Lea, 1914